# ألبرت هنري باسكرفيل
ألبرت هنري باسكرفيل (بالإنجليزية: Albert Henry Baskerville)‏ هو لاعب دوري الرغبي نيوزيلندي، ولد في 15 يناير 1883 في Te Aroha ‏ في نيوزيلندا، وتوفي في 20 مايو 1908 في بريزبان في أستراليا.